# Réseau Art Nouveau Network

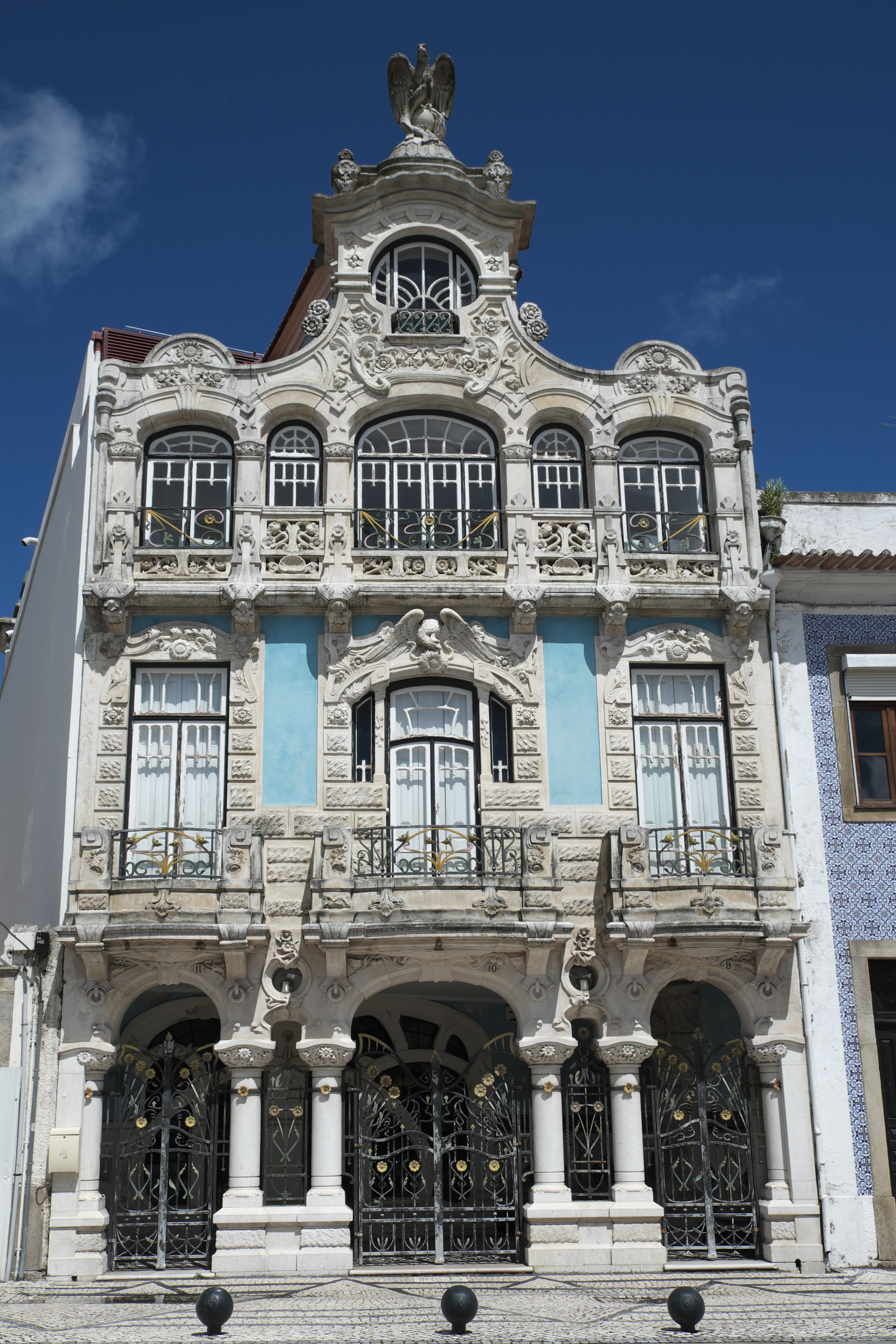
Jugendstilgebäude Casa do Major Pessoa, in der Mitgliedsstadt Aveiro in Portugal

Das Réseau Art Nouveau Network (Europäisches Jugendstil-Netzwerk) wurde 1999 von europäischen Städten mit umfangreichem Jugendstil-Kulturerbe gegründet. Das Netzwerk hat sich die Erforschung, Erhaltung und angemessene Präsentation des Jugendstils in Europa zum Ziel gesetzt. Es will sowohl Wissenschaftler unterstützen und informieren, als auch die breite Öffentlichkeit über die europäische Dimension des Jugendstils aufklären und sensibilisieren. 2014 wurde das Netzwerk als Kulturweg des Europarats zertifiziert. Es besteht zurzeit (2017) aus den folgenden Städten:  
- Ålesund
- Aveiro
- Bad Nauheim
- Barcelona
- Brüssel
- Budapest
- Darmstadt
- Glasgow
- La Chaux-de-Fonds
- Havanna
- Ljubljana
- Region Lombardei
- Melilla
- Nancy
- Palermo
- Reus
- Rīga
- Subotica
- Szeged
- Terrassa
- Wien
- Wiesbaden[1]